# Andrei Mahu
Andrei Mahu (n. 3 septembrie 1991, Glodeni, raionul Glodeni, Republica Moldova) este un rugbist din Republica Moldova care din anul 2017 evoluează la echipa rusă „Bogatîri” din Krasnodar, precum și la Echipa națională. Joacă pe pozițiile încuietorii.